# Hangsweg
Der Hangsweg im Deister oberhalb der Stadt Springe, Region Hannover, ist ein in den 1930er Jahren angelegter, ehemals durchgängiger Wanderweg von der Deisterpforte (52,20651° N, 9,53195° O) bis zum Köllnischfeld (52,2371° N, 9,5212° O) im Springer Stadtforst. Er wurde später unterbrochen durch die Vergrößerung des Steinbruchs am Ebersberg (52,21517° N, 9,52658° O).

## Geschichte
Im Zuge der Ende der 1920er Jahre einsetzenden Weltwirtschaftskrise wurden auch in und um Springe zahlreiche Menschen arbeitslos. Ohne Einkommen waren viele deshalb auf Arbeitslosenunterstützung angewiesen. Als Gegenleistung für die Zahlung dieser Hilfsgelder wurden sogenannte „Notstandsarbeiten“ erdacht, die durch die Hilfebedürftigen erbracht werden mussten, ohne dass es dafür eine zusätzliche Bezahlung gab. Wer zu diesen verordneten Arbeitsgelegenheiten nicht erschien, erhielt auch keine weitere Geldleistung.
Eines der größeren Arbeitslosen-Beschäftigungsprogramme in und um Springe war der Bau eines Holz-Abfuhr-Weges von der Deisterpforte bis zum Köllnischfeld im Springer Stadtforst. Sämtliche Arbeiten mussten ohne Einsatz von Maschinen geleistet werden; so gab es beispielsweise keine Planierraupen zur Arbeitserleichterung. Durch Einsatz rein körperlicher Arbeit mussten die Arbeitslosen neben den umfangreichen Erdarbeiten mit Schaufeln beispielsweise eine mit Kies überzogene feste Schotterdecke auf dem Hangsweg einbringen.
Der so befestigte Weg am Hang des Höhenzuges oberhalb der alten Stadt Springe führte unmittelbar entlang des Kalksteinbruchs am Ebersberg und entwickelte sich rasch zu einem vor allem von Familien und Wanderern genutzten „angenehmen Weg nach Köllnischfeld“.
In den 1950er Jahren wurde der Hangsweg etwa in Höhe eines quer kreuzenden Weges über die Brücke im Kalksteinbruch durch die Ausdehnung des Steinbruchs am Ebersberg unterbrochen.